# ダルビニンクー・バルサス (クライペダ・1989年)
『ダルビニンクー・バルサス』（リトアニア語: Darbininkų balsas）は、1989年から1995年までクライペダで発行されていた季刊誌。
1931年から1939年までクライペダ地方で発行されていた同名の週刊紙を復刊する形で創刊された。発行部数は1989年で1万部、1995年は5000部。リトアニア労働者連合の機関誌として発行されていた時期もあった。

## 歴代編集長
- 1989年 - 1990年 ヨナス・シンケヴィチュス
- 1990年 - 1994年 グラジナ・ブロヴァイテ＝マルツェヴィエネ
- 1994年 - 1995年 アンタナス・バルセヴィチュス[1]